# Senda '91
Senda '91 es un EP en directo de la banda zaragozana Héroes del Silencio.
Grabado con el soporte de la unidad móvil de los estudios Kirios (Madrid) el 26 de septiembre de 1991 en Las Rozas de Madrid.
Producido por Keith Bessey y Héroes del Silencio.
Este disco que marcó una etapa en la carrera de Héroes del Silencio, en él se reúne lo mejor del concierto que se llevó a cabo en el municipio de Las Rozas de Madrid.
En el librito del disco podemos encontrar una serie de "collages", en donde se muestran las críticas acogidas durante esta gira, mostradas como recortes de periódicos, en su mayoría, críticas negativas hacia la banda.
La forma de distribución fue sumamente extraña, puesto que la discográfica anunció que este iba a ser una edición limitada, el grupo argumentó que era un modo de hacer un pequeño presente a sus seguidores más asiduos.
En cada tienda de discos, se hacían enormes filas para hacer llegar este álbum, por medio de boletos o "tickets", en donde se pagaba el monto del ticket, y se hacía la entrega del artefacto.
Cabe destacar un hecho, raro y casi endemoniado envolvía más en ese misterio a la banda, no solo por sus letras, sino, por un mensaje oculto que se encuentra al final de la canción "Hologramas", que si se hacía recorrer el LP hacia atrás, se podía escuchar con claridad un mensaje que dice así:
"Y entre cada palabra y sílaba pronunciada como surco áspero al recorrer, quedarán mensajes sin descifrar que escondan mentiras aprendidas".
En el tema "Decadencia" se incluye una magnífica adaptación de "El Cuervo".
Y en "Con Nombre de Guerra", se incluye, de forma irónica en la grabación, los errores al ejecutar la pieza musical.

## Listado de canciones[1]
Todos los temas compuestos por Héroes del Silencio.
| #  | Canción                | Duración |
| -- | ---------------------- | -------- |
| 1. | "Hace tiempo"          | 5:20     |
| 2. | "Maldito duende"       | 5:26     |
| 3. | "Decadencia"           | 8:32     |
| 4. | "Con nombre de guerra" | 5:00     |
| 5. | "Oración"              | 4:30     |
| 6. | "El mar no cesa"       | 3:20     |
| 7. | "El cuadro III"        | 2:53     |
| 8. | "Hologramas"           | 3:07     |

## Sencillos
| nº | Título    | Año de publicación |
| -- | --------- | ------------------ |
| 1. | «Oración» | 1991               |

## Créditos
- Enrique Bunbury - Voz, guitarra acústica.
- Juan Valdivia - Guitarra
- Joaquín Cardiel - Bajo, coros.
- Pedro Andreu - Batería

- Keith Bessey - Ingeniería de grabación y mezclado.
- Mezclado en los Estudios Metropolis (Londres) entre los días 6 y 10 de noviembre de 1991.
- 10/diez management - Producción ejecutiva
- Keith Bessey, Héroes del Silencio - Producción
- Javier Clos - Fotografía
- Estudio Pedro Delgado, Héroes del Silencio - Diseño